# Land Fleesensee Classic
De Land Fleesensee Classic is een golftoernooi van de Pro Golf Tour. Het wordt gespeeld op de Fleesensee Golf & Country Club in Göhren-Lebbin in noordoost Duitsland.
Het toernooi bestaat uit 54 holes. Het prijzengeld is € 30.000 waarvan de winnaar bijna € 5.000 krijgt.

## Winnaars
- 2009:  Daniel Wünsche (-18)
- 2010:  Dennis Küpper (-11) won de play-off van Grant Jackson
- 2011:  Ben Parker (-15)
- 2012:  Christian Baunsoe (-16) won de play-off van Sebastian Heisele
- 2013:  Florian Fritsch (-17)